# Jonni Myyrä

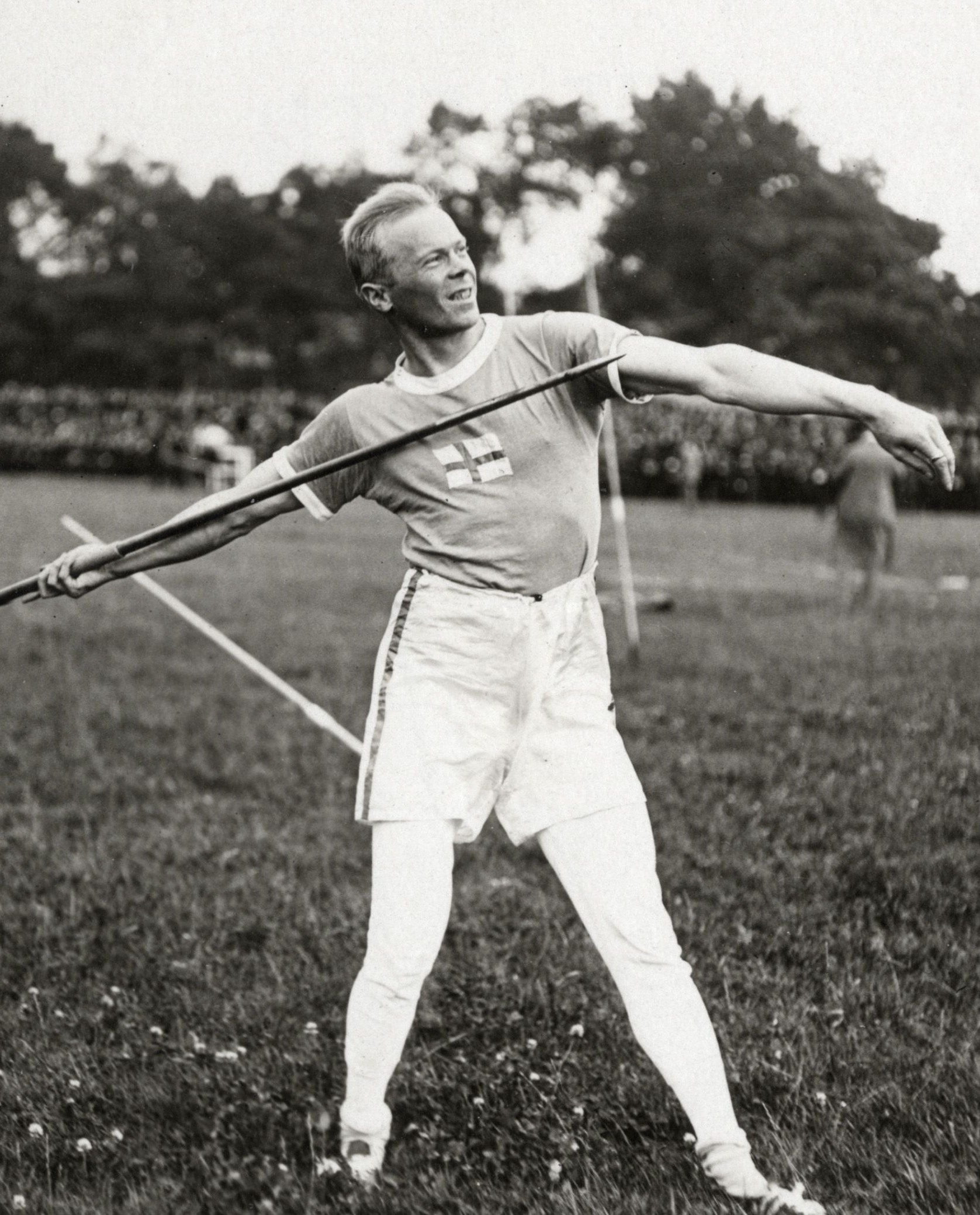
Jonni Myyrä, 1920

Joonas „Jonni“ Myyrä (* 13. Juli 1892 in Savitaipale; † 22. Januar 1955 in San Francisco) war ein finnischer Speerwerfer.
Bei den Stockholmer Olympischen Spielen 1912 hatte mit Julius Saaristo im beidarmigen Speerwurf erstmals ein Finne olympisches Gold im Speerwurf gewonnen. Im „normalen“ Speerwurf hatte der Schwede Eric Lemming seinen Titel verteidigt. In diesem Wettbewerb gab Jonni Myyrä mit 20 Jahren und Platz 8 sein olympisches Debüt.
In den kommenden Jahren während des Ersten Weltkriegs begann Myyräs Karriere so richtig. Mehrfach übertraf er den gültigen Weltrekord von 62,32 m, den Eric Lemming 1912 aufgestellt hatte. Offiziell anerkannt wurde aber nur Myyräs Wurf von 66,10 m, den er am 25. August 1919 in Stockholm aufstellte. 1925 sollte er im Rahmen eines Schaukampfs noch einmal den aktuellen Weltrekord übertreffen, dieser Wurf von 68,55 m wurde wegen des Schaukampfcharakters des Wettbewerbs nicht als Weltrekord anerkannt. Es wäre Myyräs Bestweite gewesen.
Bei den Olympischen Spielen 1920 in Antwerpen ging Jonni Myyrä als hoher Favorit an den Start. Er gewann mit 65,78 m Gold vor seinen Landsmännern Urho Peltonen (Silber) und Pekka Johansson (Bronze). Auch auf Platz 4 landete mit dem Olympiasieger von 1912 Julius Saaristo ein Finne. Auf Platz 5 kam der Este Aleksander Klumberg-Kolmpere, der zwei Monate vorher den Weltrekord im Zehnkampf aufgestellt hatte.
Vier Jahre später bei den Olympischen Spielen 1924 in Paris konnte Jonni Myyrä seinen Olympiasieg mit 62,96 m wiederholen. Wie schon 1920 hatte er auch dieses Mal über zwei Meter Vorsprung auf den Zweiten, den Schweden Gunnar Lindström, der Myyrä drei Monate nach den Spielen den Weltrekord abnehmen sollte.
Mit Jonni Myyrä beginnt die lange Geschichte der Speerwurfnation Finnland. Kein anderes Land stellte so viele Olympiasieger in dieser Disziplin. Jonni Myyrä ist aber bis heute der einzige Finne, dem es gelang, seinen Olympiasieg zu wiederholen. 